# Coracina dobsoni
Espèce
Coracina dobsoni est une espèce d'oiseaux de la famille des Campephagidae. Il est parfois considéré comme une sous-espèce de l'Échenilleur barré.

## Répartition
On le trouve en Inde, au Pakistan et dans les îles Andaman.

## Habitat
Il habite les forêts humides tropicales et subtropicales en plaine et les mangroves.